# Парижская медицинская академия
Парижская медицинская академия (фр. Académie de médecine) — учёное медицинское учреждение, которое было создано в 1820 году в городе Париже королём Франции Людовиком XVIII по настоянию барона Антуана Порталя.

## История
Создание академии воскресило деятельность известных в своё время двух медицинских ученых организаций Франции: Королевской академии хирургии («Académie royale de chirurgie»; основано в 1731 году) и Королевского медицинского общества («Société royale de médecine»; основано в 1776 году), низвергнутых во время так называемой Великой французской революции.
Парижская медицинская академия развернула свои силы особенно с 1835 года, когда был утверждён устав организации, по которому и теперь действует, издавая ежегодно свой «Bulletin» и свои труды под названием «Mémoires».
Уже в начале XIX века акадения разделялась на одиннадцать секций и имела почётных членов, действительных членов (более трёхсот под именем associés libres nationaux et étrangers) и членов-корреспондентов.

## Название
За время существования академия сменила несколько названий:
- Académie Royale de Médecine (1820 — 1851);
- Académie Impériale de Médecine (1852—1947);
- Académie Nationale de Médecine (1947 — по н.в.).

## Известные члены академии
- Николас Аделон (1782—1862) — французский врач и физиолог, профессор Парижского университета. Президент Парижской медицинской академии (1831).
- Амюсса, Жан Сулема (1796—1856) — французский врач-хирург, анатом и педагог XIX века.
- Бюсси, Антуан Александр Брутус (1794—1882) — французский химик и фармацевт.
- Антуан Луи Дюже (1797—1838) — французский акушер и зоолог.
- Этьен Лансеро (1829—1910) — доктор медицины, президент Академии.
- Мишель Леви (1809—1872) — французский врач-гигиенист, генерал медицинской службы. Президент Парижской медицинской академии (1857).
- Лукас-Шампионьер, Жюст (1843—1913)— французский учёный, врач-хирург. Один из основоположников французской антисептики.
- Антуан Бернар-Жан Марфан (1858—1942) — французский педиатр. Один из основоположников французской педиатрии.
- Леопольд Негр (1879—1961) — французский микробиолог.
- Тихомиров, Владимир Андреевич (1841—1915) — российский учёный в области фармации, фармакогнозии, микробиологии, ботаники и микологии
- Анатоль Шоффар (1855—1932) — французский терапевт, доктор медицины, президент Академии.